# Supernovas de tipo Ib y Ic

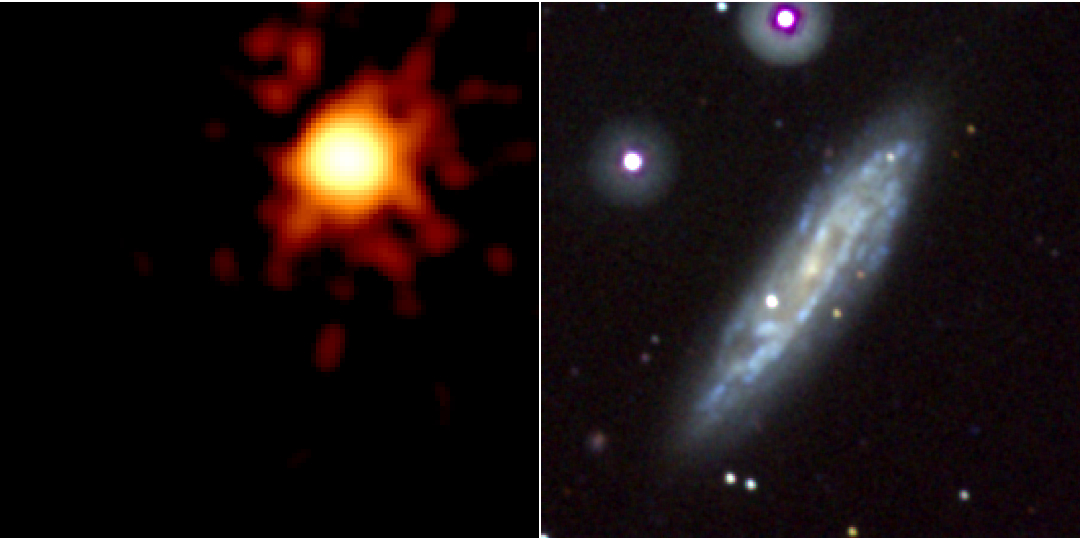
La supernova Ib 2008D en la galaxia NGC 2770, mostrado en rayos X (izquierda) y luz visible (derecha), respectivamente en las imágenes. (Imagen de la NASA .)

Las supernovas de tipo Ib y tipo Ic son categorías de supernovas que son causadas por el colapso del núcleo estelar de estrellas masivas . Estas estrellas se han desprendido o han sido despojadas de su envoltura exterior de hidrógeno y, en comparación con el espectro de las supernovas de Tipo Ia, carecen de la línea de absorción del silicio. Comparada con las supernovas de tipo Ib y tipo lc se supone que  han perdido una mayor parte de su envoltura inicial, incluyendo la mayor parte de su helio. Los dos tipos suelen denominarse como supernovas de colapso del núcleo despojado .

## Espectros
Cuando se observa una supernova, se puede clasificar en el esquema de clasificación de supernovas de Minkowski - Zwicky según las líneas de absorción que aparecen en su espectro.  Una supernova se clasifica primero como Tipo I o tipo II, luego subcategorizado según rasgos más específicos. A las supernovas pertenecientes a la categoría general de tipo I les faltan líneas de hidrógeno en sus espectros; en contraste con las supernovas de tipo 2 que sí muestran líneas de hidrógeno. La categoría de tipo I se subdivide en Tipo Ia, tipo Ib y tipo Ic. 
Las supernovas de tipo Ib/Ic se distinguen de las de tipo Ia por la falta de una línea de absorción de silicio ionizado individualmente a una longitud de onda de 635,5nanómetros . Cuando las supernovas de tipo  Ib y Ic envejecen, también muestran líneas de elementos como oxígeno, calcio y magnesio . Por el contrario, los espectros de las supernovas de tipo Ia pasan a estar dominados por líneas de hierro. Las supernovas de tipo Ic se distinguen de las supernovas del tipo Ib porque el primero tipo también carece de líneas de helio en 587,6 nanómetros. 

## Formación

Las capas en forma de cebolla de una estrella masiva evolucionada (no a escala).

Antes de convertirse en supernova, una estrella masiva evolucionada se organiza como una cebolla, con capas de diferentes elementos en proceso de fusión. La capa más externa está formada por hidrógeno, seguida de helio, carbono, oxígeno, etc. Por lo tanto, cuando se desprende la envoltura exterior de hidrógeno, queda expuesta la siguiente capa que consiste principalmente en helio (mezclado con otros elementos). Esto puede ocurrir cuando una estrella masiva y muy caliente alcanza un punto de su evolución en el que se produce una pérdida de masa significativa debido a su viento estelar. Las estrellas muy masivas (con 25 o más veces la masa del Sol ) pueden perder hasta 10 −5 masas solares ( Mʘ ) cada año, el equivalente a 1 Mʘ cada 100.000 años. 
Se supone que las supernovas de tipo Ib y Ic se produjeron por el colapso del núcleo de estrellas masivas que han perdido su capa exterior de hidrógeno y helio, ya sea debido a los vientos o a la transferencia de masa a una compañera.  Los progenitores de las supernovas de tipos Ib y Ic han perdido la mayor parte de sus envolturas exteriores debido a fuertes vientos estelares o por la interacción con un compañero cercano de aproximadamente 3–4 Mʘ .   En el caso de una estrella  de Wolf-Rayet puede producirse una rápida pérdida de masa, y estos objetos masivos muestran un espectro del que carece el hidrógeno. Los progenitores de las supernovas de tipo Ib han expulsado la mayor parte del hidrógeno de sus atmósferas exteriores, mientras que los progenitores de las supernovas de tipo Ic han perdido tanto la capa de hidrógeno como la de helio; en otras palabras, Las supernovas de tipo Ic han perdido más parte de su envoltura (es decir, gran parte de la capa de helio) que los progenitores de las supernovas de tipo Ib.  En otros aspectos, sin embargo, el mecanismo subyacente detrás de las supernovas de tipo Ib y Ic son similares a las de una supernova de tipo II, colocando así los tipos Ib y Ic entre los tipos Ia y tipo II.  Debido a su similitud, las supernovas de tipo Ib y Ic a veces se denominan colectivamente supernovas de tipo Ibc. 
Se supone que las supernovas de tipo Ib y Ic se produjeron por el colapso del núcleo de estrellas masivas que han perdido su capa exterior de hidrógeno y helio, ya sea debido a los vientos o a la transferencia de masa a una compañera.  Los progenitores de las supernovas de tipos Ib y Ic han perdido la mayor parte de sus envolturas exteriores debido a fuertes vientos estelares o por la interacción con un compañero cercano de aproximadamente 3–4 Mʘ .   En el caso de una estrella  de Wolf-Rayet puede producirse una rápida pérdida de masa, y estos objetos masivos muestran un espectro del que carece el hidrógeno. Los progenitores de las supernovas de tipo Ib han expulsado la mayor parte del hidrógeno de sus atmósferas exteriores, mientras que los progenitores de las supernovas de tipo Ic han perdido tanto la capa de hidrógeno como la de helio; en otras palabras, Las supernovas de tipo Ic han perdido más parte de su envoltura (es decir, gran parte de la capa de helio) que los progenitores de las supernovas de tipo Ib.  En otros aspectos, sin embargo, el mecanismo subyacente detrás de las supernovas de tipo Ib y Ic son similares a las de una supernova de tipo II, colocando así los tipos Ib y Ic entre los tipos Ia y tipo II.  Debido a su similitud, las supernovas de tipo Ib y Ic a veces se denominan colectivamente supernovas de tipo Ibc. 
Como se forman a partir de estrellas raras y muy masivas, la tasa aparición de supernovas de tipo Ib e Ic es mucho menor que la tasa correspondiente para las supernovas de tipo II.  Normalmente ocurren en regiones de formación de nuevas estrellas y son extremadamente raras en las galaxias elípticas .  Debido a que comparten un mecanismo operativo similar, las supernovas de tipo Ibc y los distintos tipos de las supernovas de tipo II se denominan colectivamente supernovas de colapso del núcleo. En particular, las supernovas de tipo Ibc puede denominarse supernovas de colapso de núcleo despojado . 

## Curvas de luz
Las curvas de luz (un gráfico de luminosidad versus tiempo) de las supernovas de tipo Ib varían en forma, pero en algunos casos pueden ser casi idénticas a las supernovas del tipo la. Sin embargo, Las curvas de luz de las supernovas de tipo Ib pueden alcanzar su punto máximo con una luminosidad más baja y pueden ser más rojas. En la porción infrarroja del espectro, la curva de luz de una supernova de tipo Ib es similar a un tipo de Curva de luz II-L.  Tip Las supernovas Ib suelen tener tasas de declive de las curvas espectrales más lentas que las Ic. 
Las curvas de luz de las supernovas de tipo Ia son útiles para medir distancias a escala cosmológica. Es decir, sirven como velas estándar . Sin embargo, debido a la similitud de los espectros de las supernovas de tipo Ib e Ic, estas últimas pueden constituir una fuente de contaminación de los estudios de supernovas y deben eliminarse cuidadosamente de las muestras observadas antes de realizar estimaciones de distancia. 

## enlaces externos
- Lista de todas las supernovas conocidas de Tipo Ib e Ic (enlace roto disponible en Internet Archive; véase el historial, la primera versión y la última). en The Open Supernova Catalog Archivado el 3 de marzo de 2016 en Wayback Machine. .

- Datos: Q2568452